# NGC 2834
NGC 2834 is een elliptisch sterrenstelsel in het sterrenbeeld Lynx. Het hemelobject werd op 13 maart 1850 ontdekt door Johnstone Stoney, assistent van de Ierse astronoom William Parsons.

## Synoniemen
- MCG 6-21-21
- ZWG 181.29
- PGC 26400